# Колбаса (Новосибірська область)
Колбаса (рос. Колбаса) — присілок у Киштовському районі Новосибірської області Російської Федерації.
Входить до складу муніципального утворення Колбасінська сільрада. Населення становить 180 осіб (2010).

## Історія
Згідно із законом від 2 червня 2004 року органом місцевого самоврядування є Колбасінська сільрада.

## Населення
| 2002 | 2007 | 2010 |
| ---- | ---- | ---- |
| 321  | ↘238 | ↘180 |